# Ibn Sara As-Santarini
Abū Muḥammad ‛Abd Allāh bin Muḥammad bin Ṣāra Aṣ-Šantarīnī (em árabe: أبو محمد عبد الله بن محمد ابن صارة الشنتريني), mais conhecido por Ibn Sara As-Santarini (em árabe: ابن صارة الشنتريني) (Santarém, Taifa de Badajoz, c. 1040 - 1123) foi um poeta andaluz. 

## Biografia
Nasce entre 1040 e 1050 em Santarém, na Taifa de Badajoz. Na sua infância e adolescência, faz nesta terra os seus estudos da língua árabe e da poesia, assim como do Corão.
Ibn Sara desempenha funções de copista, encadernador e gramático, assim como outras funções de baixo rendimento que lhe garantem o sustento. Também exerce a função de panegirista, embora sem grande sucesso. Em paralelo, redige prosa e poesia.
Por volta do ano de 1094, aquando da intervenção almorávida no conflito com os reinos cristãos, e subsequente anexação das taifas, Ibn Sara muda-se para Sevilha, a partir de onde se desloca para Córdova, Granada e Múrcia, onde estava ao serviço de cádis, alfaquis e governadores, que lhe cediam o seu mecenato.
Falece em 1123, na cidade de Almeria, com cerca de 80 anos.

## Poesia
A sua obra perdura no tempo, não através dos seus divãs, mas por transcrições em fontes historico-literárias. Só  nove séculos depois, em 2001, é publicada a primeira compilação moderna da sua poesia, em castelhano, por Teresa Garulo, em Poemas del fuego y otras casidas.
Os seus contemporâneos consideravam-no um grande prosista, assim como um extraordinário poeta.